# Banteay Srei (huyện)
Banteay Srei (tiếng Khmer: ស្រុកបន្ទាយស្រី) là một huyện thuộc tỉnh Xiêm Riệp, tây bắc Campuchia. Theo thống kê năm 1998, dân số toàn huyện là, in north-west Campuchia. The temple of Banteay Srei is also located within the district. According to the 1998 census of Cambodia, it had a population of 32,271.